# Sonny Benneweis
Sonny Gottfried Benneweis (29. december 1933 i Hillerød – 8. juli 1979) var en dansk cirkusartist og elefantdomptør.
Som søn af Ferdinand Benneweis voksede han op med cirkuslivet og blev senere en dygtig elefantdomptør. Når cirkussæsonen var slut optrådte han flere steder i Europa med sine elefanter. Han medvirkede desuden i to spillefilm.
Sonny Benneweis var gift to gange, først 1955-1970 med Lis Tolver Jensen (f. 1936) og fra 1977 med Nelly Jane Benneweis (1934-2009). Han fik tre børn; de to sønner Kim og Miller og datteren Jacqueline med Lis Tolver. Han er begravet på Nyhuse Kirkegård i Hillerød.

## Filmografi
- Vi er allesammen tossede (1959)
- Far til fire i højt humør (1971)